# 秦公1号墓
秦公1号墓（しんこういちごうぼ）は、中国の陝西省宝鶏市鳳翔区に位置する春秋時代後期の秦国の墓。被葬者は秦の景公と推定されている。

## 概要
雍城遺跡の南の三畤原で発見された。墓の平面形は中字型で、墓の全長は300メートル、深さは24メートル、総面積は5334平方メートル。墓室内の主室は、柏あるいは松の角材を木口積にした黄腸題湊で構築されていた。柱穴・排水管・瓦がみつかっており、かつては墓の上に建物があったと推定される。
墓は何度か盗掘に遭っていたが、金器・銅器・鉄器・石磬・漆器・絹織物・土器・玉器など3000点以上の遺物が出土した。出土した石磬からは、「天子匽喜、龔𧻚是嗣。高陽又霊、四方以鼏平（天子匽（宴）喜し、龔（共）𧻚（桓）これを嗣ぐ。高陽霊又（有）り、四方以て鼏（宓、やすらか）なり）」の銘文が確認された。このことから、被葬者は秦の共公と桓公の後を継いだ景公であるとみられている。